# Kommission Hallstein II
Die EWG-Kommission Hallstein II war 1962–1967 im Amte.
Die Hintergrundfarben bedeuten die politische Zugehörigkeit (blau = EVP, rot = SPE, gelb = ALDE).
| Ressort                                                   | Kommissar                                                 | Mitgliedstaat | Politische Richtung |
| --------------------------------------------------------- | --------------------------------------------------------- | ------------- | ------------------- |
| Präsident                                                 | Walter Hallstein                                          | Deutschland   | CDU                 |
| Vizepräsident, Landwirtschaft                             | Sicco Mansholt                                            | Niederlande   | PvdA                |
| Vizepräsident, Wirtschaft und Finanzen                    | Robert Marjolin                                           | Frankreich    | SFIO                |
| Vizepräsident (bis 30. Juli 1964), Innerer Markt          | Giuseppe Caron, ab 30. Juli 1964 Guido Colonna di Paliano | Italien       | DC                  |
| Entwicklung der überseeischen Staaten und Territorien     | Henri Rochereau                                           | Frankreich    |                     |
| Außenbeziehungen                                          | Jean Rey                                                  | Belgien       | PRL                 |
| Wettbewerb                                                | Hans von der Groeben                                      | Deutschland   | CDU                 |
| Soziale Angelegenheiten, Vizepräsident (ab 30. Juli 1964) | Lionello Levi Sandri                                      | Italien       | PSI                 |
| Verkehr                                                   | Lambert Schaus                                            | Luxemburg     | CSV                 |